# Hanna Malek
 (juillet 2020).
Si vous disposez d'ouvrages ou d'articles de référence ou si vous connaissez des sites web de qualité traitant du thème abordé ici, merci de compléter l'article en donnant les références utiles à sa vérifiabilité et en les liant à la section « Notes et références ».
Hanna Malek, né le 28 octobre 1900 à Rachaya el-Wadi (Bekaa, en Syrie à l’époque), décédé le 5 novembre 1991 à Damas, avocat, magistrat juge en première instance du tribunal des causes étrangères à Damas et secrétaire général de la présidence du Conseil syrien.

## Biographie
Il a fait ses études scolaires dans différents établissements à Zahlé, à Damas et au Protestant College (devenu université américaine de Beyrouth). Il a obtenu la licence en droit de l’université de Damas en 1924.
Il a intégré aussitôt la magistrature et a occupé plusieurs fonctions : juge dans les tribunaux mixtes franco-syriens, juge d’instruction, juge de paix, président de tribunal, conseiller à la Cour d’appel, avocat général près la Cour d’assises, procureur de la République, inspecteur de la Justice, procureur général près la Cour de cassation et la Haute Cour constitutionnelle.
En 1954 il quitte la magistrature pour intégrer la haute administration : il est nommé secrétaire général de la Présidence du Conseil. En 1958, avec l’avènement de l’union avec l’Égypte et la création de la République arabe unie (RAU), il devient secrétaire général de la présidence de la République en résidence à Damas.
Il a été mis fin à ses fonctions par décret présidentiel en date du 17 janvier 1959, signé par le président Gamal Abdel Nasser.
Parallèlement à ses fonctions, il a joué un rôle de premier ordre au sein de la communauté chrétienne orthodoxe. Il a notamment été l’initiateur et le principal rédacteur des lois relatives aux statuts personnels (état civil), toujours en vigueur.

## Franc-maçonnerie
iI est initié le 8 avril 1924 dans la Loge Syrie à Damas, passe compagnon le 9 décembre 1924, et maître le 31 décembre 1927. Il devient officier de la Grande Loge de Syrie, et est élu grand maître avec le plus haut grade du Rite écossais ancien et accepté,.

## Distinctions
- Mérite syrien
- Dévouement syrien
- Kawkab jordanien
- Goumhouriya égyptien
- Croix de Saint-Marc (Alexandrie)
- Croix d'or de l'ordre équestre du Saint-Sépulcre de Jérusalem
- Croix de Saints-Pierre-et-Paul (Damas)

## Ses publications
- Précis de droit pénal, (enseigné à l’Académie de police de Damas), Damas 1950, réédité en 1952
- Statuts personnels et tribunaux des communautés chrétiennes en Syrie et au Liban, Beyrouth 1972, deuxième édition en 1978
- L'État, le nationalisme arabe, la religion et l’Union, Damas 1986
- Les mémoires de Hanna Malek, prêt à être imprimé
- Ainsi que de nombreux articles et études.

## Divers
Il épouse le 31 juillet 1939 sa cousine Agnès Chahine (décédée le 29 mars 1982). Ils eurent 3 enfants : Abdallah (Albert), Hind et Nabil.